# Pseudopallene chevron
Pseudopallene chevron is een zeespin uit de familie Callipallenidae. De soort behoort tot het geslacht Pseudopallene. Pseudopallene chevron werd in 2007 voor het eerst wetenschappelijk beschreven door Staples. 